# 巴拿马人口
巴拿马人口结构十分多样化。70%的混血人群（西班牙与黑人、印第安原住民）、黑白混血占14%、白人10%、美洲印第安原住民占6%，另有少量华人。

## 数据
人口：3,460,462（2011年7月统计）
年龄结构
- 0-14岁： 28.6%（男性 504,726；女性 484,291）
- 15-64 岁： 65.1%（男性 1,123,777；女性 1,098,661）
- 65 岁及以上： 5.5%（男性 115,425；女性 133,582）

年龄中位数
- 男性： 27.1岁
- 女性： 27.9岁
- 总人口： 27.5岁

增长率： 1.435%
出生率：19.43/1,000人
死亡率： 4.65 /1,000人
净迁移率： -0.42/1,000人
性别比例
- 出生： 1.045 男性／女性
- 15 岁以下： 1.04 男性／女性
- 15-64 岁： 1.02 男性／女性
- 65 岁及以上： 0.87 男性／女性
- 总人口： 1.02 男性／女性

婴儿死亡率
- 男婴： 12.41/1,000
- 女婴： 10.83/1,000
- 总死亡率： 11.64/1,000

平均寿命：
- 男性： 75.02 岁
- 女性： 80.68 岁
- 总人口： 77.79 岁

生育率： 2.45个子女／妇女
HIV/ADIS成人感染率:0.9%
HIV/ADIS病人：20,000
HIV/ADIS死亡病例：1,500
种族： 
- 混血儿（包括白人与美洲原住民、黑白混身）:70%
- 黑人:14%
- 白人：10%
- 美洲原住民：6%
- 亚裔：1%

宗教：羅馬天主教： 85% 、基督教新教： 15%、犹太教： 1%
语言：西班牙语（官方语言）97%（作母语或者第二语言）、英语14%（母语或第二语言）
识字率：
- 15岁以上能读写
- 总人口： 91.9%
- 男性： 92.5%
- 女性： 91.2%